# Пылкая юность
«Пылкая юность» (англ. Flaming Youth) — американский немой фильм-драма 1923 года с участием Коллин Мур и Милтона Силлса.  Фильм снят студией Associated First National. Режиссёр Джон Фрэнсис Диллон. В основу сценария положен одноимённый роман Самюэля Гопкинса Адамса.
Фильм считается частично утраченным. В Библиотеке Конгресса хранится одна катушка фильма.

## Сюжет
После смерти Моны Френтисс за детьми остаётся присматривать доктор Бобс. Наибольшего внимания требует младшая дочь Патрисия.  Дети росли в необычных условиях: у матери был молодой любовник, а у отца, Ральфа, — любовница на стороне.  По мере взросления Патрисия начинает привлекать внимание бывшего любовника матери Кэри Скотта. Патрисия ищет приключений, чуть не теряет девственность с музыкантом на лодке посреди океана, но её спасает Кэри.  Понимая, что Кэри её мужчина, Патрисия соглашается на экспериментальный брак.

## В ролях
- Коллин Мур — Патрисия Френтисс
- Милтон Силлс — Кэри Скотт
- Эллиот Декстер — доктор Боббс
- Сильвия Бример — Ди Френтисс
- Миртл Стедман — Мона Френтисс
- Бетти Франсиско — Конни Фентрисс
- Филлипс Смолли — Ральф Фентрисс
- Уолтер Макгрейл — Джеймисон Джеймс
- Бен Лайон — Монти Стендиш
- Джордж Баррод — Фред Браунинг
- Джон Патрик — Уоррен Грейвс
- Джино Коррадо — Лено Стенак
- Гертруда Астор — Энни
- Майкл Дарк — Сидни Ратбоун

## Исторический контекст
До «Пылкой юности» уже выходили фильмы о флэперах, включая The Flapper с Оливой Томас», но новой ленте сопутствовал коммерческий успех, в результате именно его считают началом тематического цикла, а Коллин Мур называют классическим воплощением образа флэппера на экране.
Реклама фильма обыгрывала межрасовые отношения, а сцена купания широко использовалась для привлечения внимания зрителей (сцена присутствует в хранящейся в Библиотеке Конгресса части фильма). При этом поднятые в книге «взрослые темы», в значительной степени были приглушены в фильме.  Чтобы противостоять потенциальной негативной реакции, в фильм было добавлено много юмора, так что многие зрители посчитали его бурлеском на тему флэпперов, хотя на самом деле картина задумывалась как серьёзный драматический фильм.
Реакция на фильм была восторженной, он прочно закрепил в общественном сознании новый тип женского поведения.  По словам Ф. Скотта Фицджеральда, «я был искрой, которая зажгла «Пылкую юность», а Коллин Мур стала факелом».

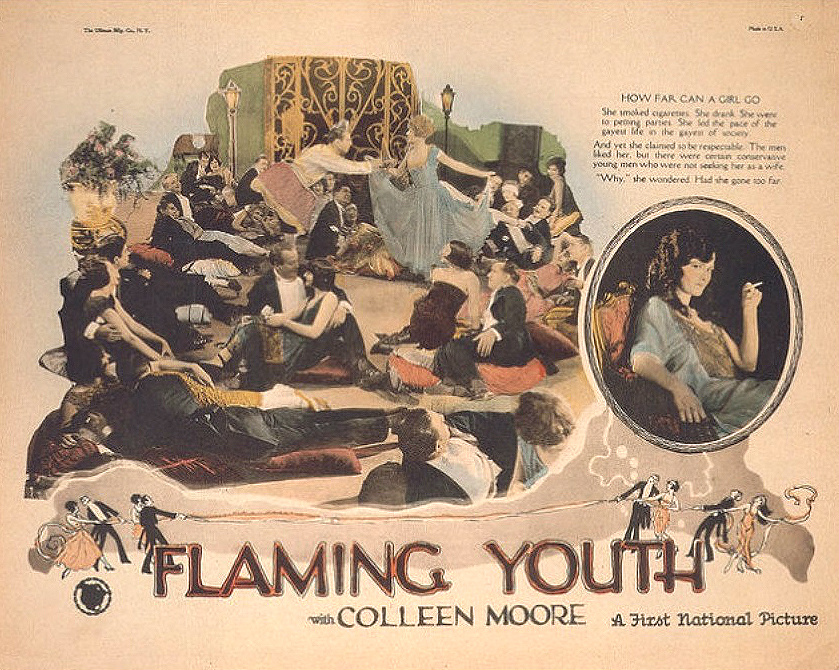
Афиша фильма

## Реакция критики
В то время как среди зрителей большинства американских городов картина была популярной, кинокритики восприняли её неоднозначно. В выпуске The Exhibitor's Trade Review за декабрь 1923 — февраль 1924 приводится рецензия из Chicago News, в которой этот фильм назван «одним из самых удачно поставленных романов», и рецензия из Cincinnati Enquirer, в которую отмечаются расхождения с книгой. Критик второго издания пишет, что «на протяжении всего действия едва ли появляется хоть один привлекательный персонаж, и зрители вынуждены довольствоваться банальностью взрослых, ведущих себя как дети, и детей, ведущих себя как взрослые.  Как следствие, актерский состав, хотя многие из них талантливы, вынужден преодолевать бессмысленные препятствия». В схожей манере оценивает фильм обозреватель Indiana Star: «Несмотря на неуклюжий сюжет, мисс Мур всячески старается оживить действие, а Эллиот Декстер и Милтон Силлс придают шатким элементам фильма определенную степень устойчивости».
Критик из New York Times  писал: «Коллин Мур дает живой образ новообращённой поклонницы джаза, как только в фильме начинается эта линия. А в начале в некоторые моменты её исполнение немного неестественно, однако после неловкого сошествия вниз по лестнице в экзотической пижаме, которая ни разу не грациозна, она превращается в дерзкую молодую женщину, чьи волосы подстрижены челкой yf лбу, чьи глаза полны jpjhcndf, а чьи руки длинные и худые. В том же обзоре Милтон Силлс назван «вызывающим сочувствие», а Миртл Стедман — «очаровательной».